# Der Angriff

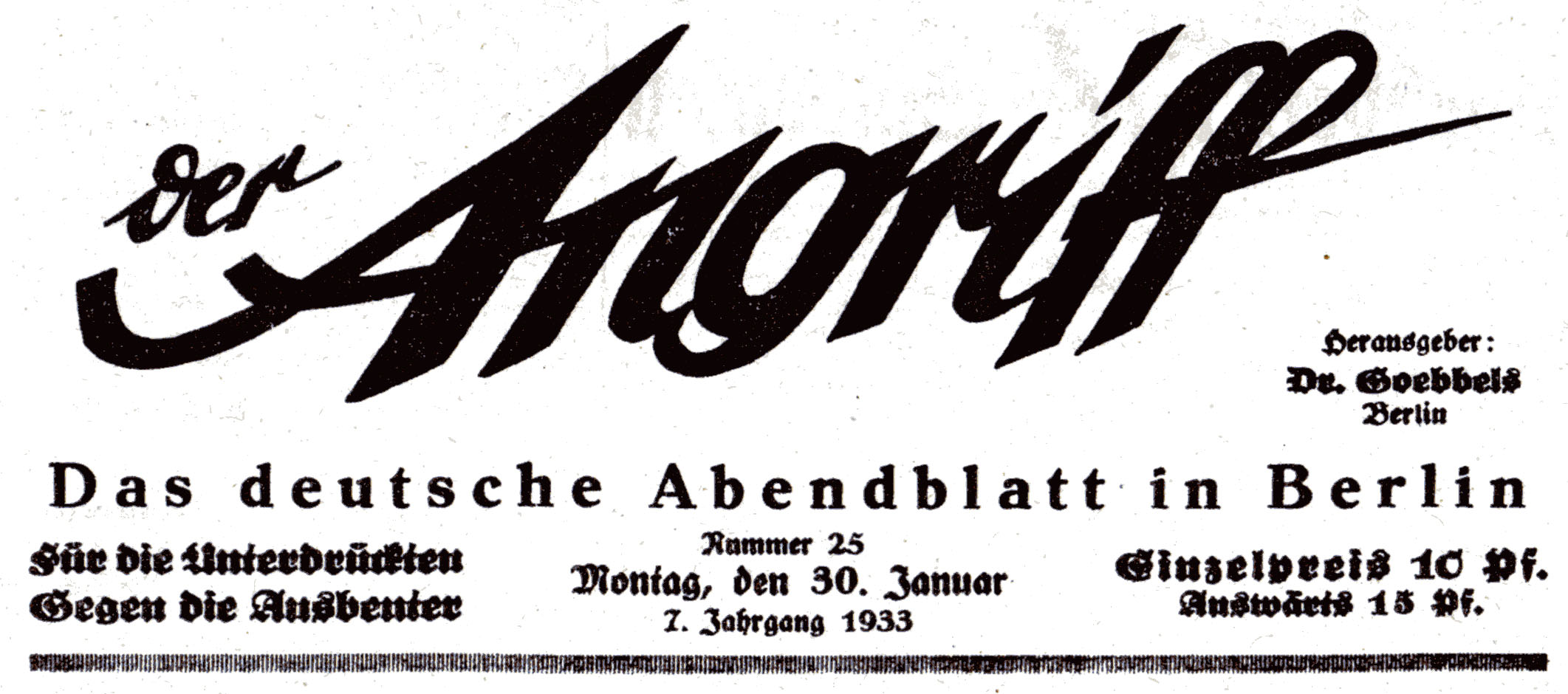
Заголовок Der Angriff від 30 січня 1933 (прихід до влади Адольфа Гітлера)

«Der Angriff» (вимовляється: Дер ангріф, дослівно — Атака) —  антикомуністична та антисемітська газета, що видавалася в нацистській Німеччини, в Берліні місцевим гау НСДАП. Газета створена гауляйтером Берліну Йозефом Геббельсом. 

## Історія
Перший номер вийшов 4 липня 1927 року. Газета видавалася головним чином за гроші із партійної скарбниці НСДАП. Спочатку головною проблемою була нестача грошей, так що Геббельсу довелося внести в нове підприємство 2000 марок зі своїх особистих коштів. Першим головним редактором газети був Віллі Краузе (друкувався під псевдонімом Пітер Гаген), його наступником став Юліус Ліпперт, а з 1935 року очолював газету Ганс Шварц ван Верк, друг видавця Геббельса.

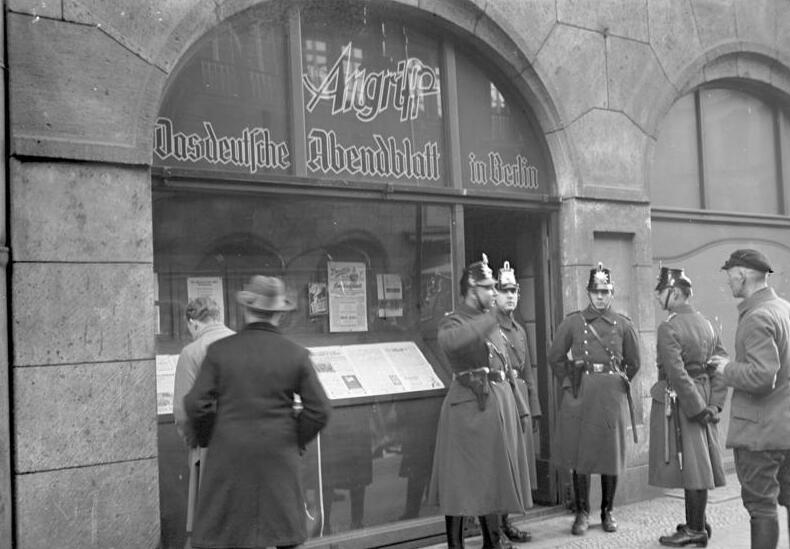
Німецькі поліцейські біля редакції «Der Angriff» в Берліні (1932 рік).

Нова газета була задумана як "видання на всі смаки" і мала на першій сторінці девіз: «Хай живуть пригноблені, геть експлуататорів!» Головним бажанням Геббельса було залучення масового читача, і заради цього він намагався писати в популярній манері, відмовившись від всякої об'єктивності. Він був переконаний у невибагливісті масової свідомості і в пристрасті мас до простих рішень.
Спочатку газета була щотижневою (виходила по понеділках), потім стала друкуватися 2 рази в тиждень, а з листопада 1940 року стала щоденною. В газеті друкувалися нацистські заклики проти Веймарської республіки, антисемітська і антикомуністична пропаганда. Підзаголовком газети був заклик «Геть гнобителів!». На відміну від офіційної партійної газети «Völkischer Beobachter», «Der Angriff» була особистим рупором Геббельса і служила головним чином для вираження його поглядів. Свої полемічні і скандальні статті він завжди писав на першій смузі, підписуючи їх «Dr. G». Однією з улюблених мішеней для атак газети був Бернгард Вайсс, заступник голови берлінської поліції, єврей за національністю. За ці випади в листопаді 1931 року випуск газети був тимчасово зупинений головою поліції Берліна.
У 1927 році тираж газети був близько 2000 примірників, в 1936 році він зріс до 150000, а в 1940 до 306000.
Після приходу до влади нацистів у 1933 році вплив газети дещо зменшився. Після початку бомбардувань Берліна в 1944 році тираж газети, який намагався підняти моральний дух берлінців, виріс. Газета продовжувала виходити до 1945 року, її випуск був припинений лише незадовго до капітуляції Німеччини.